# Musée du loup
Le seul musée du loup actuellement ouvert existant en France se trouve sur la commune du Cloître-Saint-Thégonnec, département du Finistère, dans les monts d'Arrée (qui font partie du parc naturel régional d'Armorique).

## Pourquoi un musée du loup à cet endroit?
C'est dans cette commune que la dernière prime allouée pour un loup tué dans les Monts d’Arrée avait été versée en 1884 à un habitant du Cloître Saint-Thégonnec : Pierre Berrehar, même si quelques loups ont été vus ou tués les années suivantes dans la région. Ce musée dépend du Parc naturel régional d'Armorique.

« Bien rarement un lieutenant de louveterie tue un loup. Il surveille la direction de la chasse, les piqueurs, la brisée, le découplé des chiens, porte les tireurs, fait son possible pour bien diriger la chasse, mais, dans ces conditions, il lui arrive bien rarement de tuer un animal. J'ai fait tuer devant mes chiens plus de 400 loups dans ma vie, mais je n'en ai tué qu'un seul. »

En 2022, le premier loup revu avec certitude en Bretagne, plus d'un siècle après sa disparition de la région
l'a été à Berrien, commune des Monts-d'Arrée.

## Le contenu du musée
À travers son exposition permanente, le musée présente le loup depuis ceux de la Grotte de Font-de-Gaume (préhistoire) en passant par ceux des contes et légendes, ceux de Bretagne et d’ailleurs jusqu'à la problématique du retour naturel du loup en France ces trente années.
Le musée permet d'apprendre à connaître les mœurs particulières de cet animal longtemps associé aux us sataniques, avant d’être réhabilité par les romanciers tels que Jack London ou Rudyard Kipling.
Différents thèmes sont abordés dans le musée : la biologie du loup, le loup et la société, la culture du loup (expressions, contes...), la classification et la protection des espèces, l'histoire de l'art, grâce aux œuvres d'Yvan Pommaux (illustrateur pour enfants) et aux contes de Patrick Ewen mis en scène sous la forme d’un diaporama d’Hervé Ronné, photographe, Peter K. Alfaenger plasticien et Maurice Tristan, monteur.
Des loups sont visibles dans le domaine de Ménez-Meur, qui dépend aussi du Parc naturel régional d'Armorique.
Des dossiers pédagogiques, des visites de groupes sont organisées.

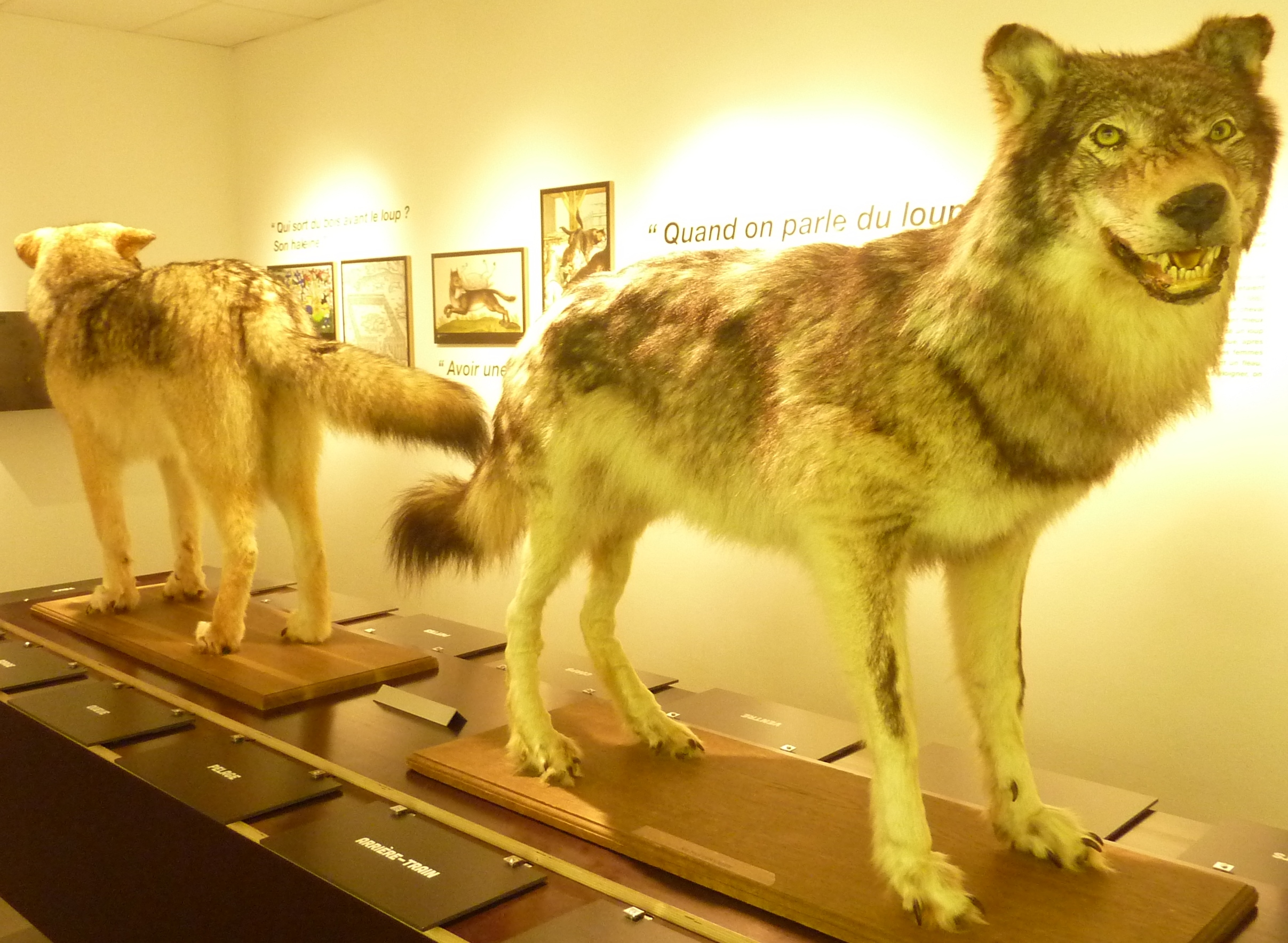
Loups naturalisés.
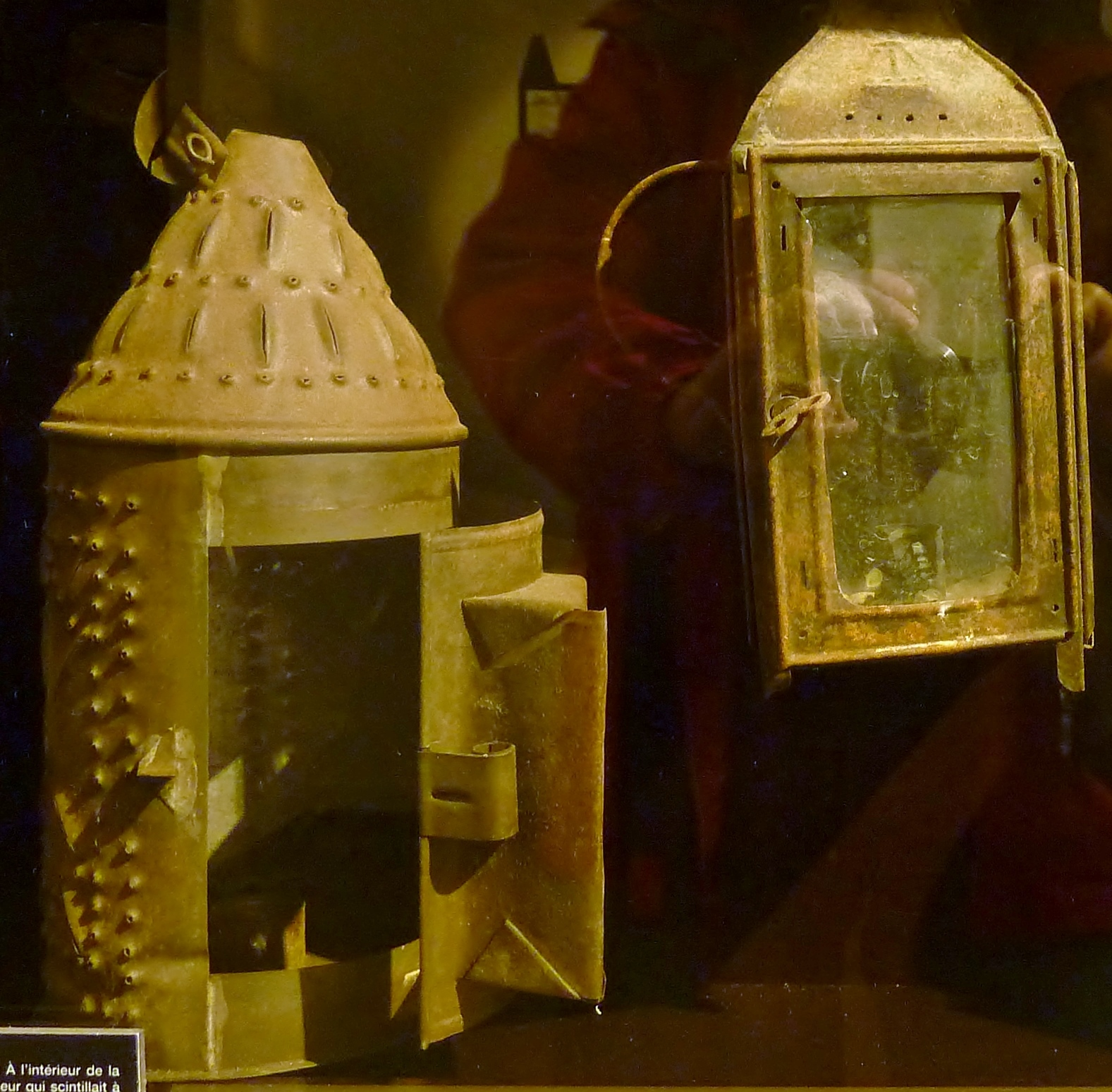
Lanternes à loup (en métal, datant du XIXème siècle).
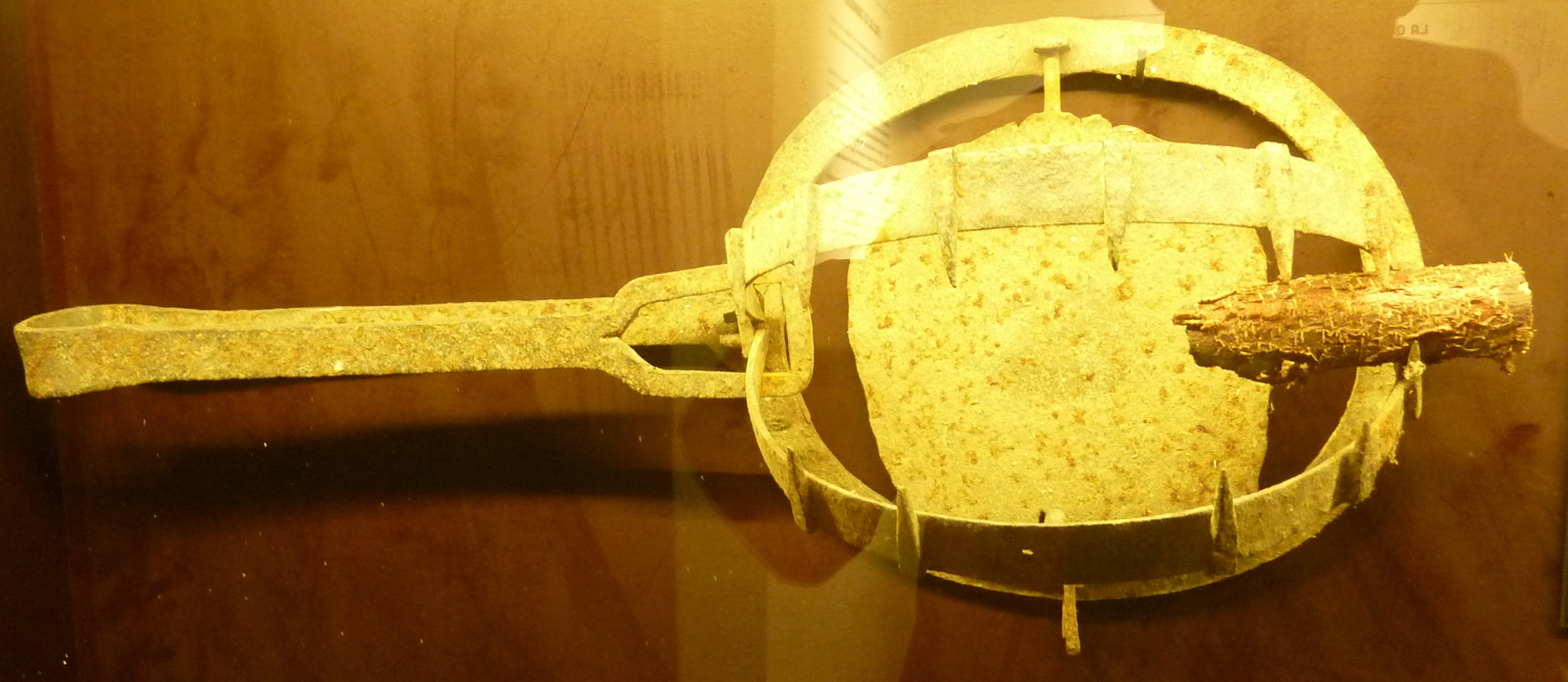
Piège à loup.
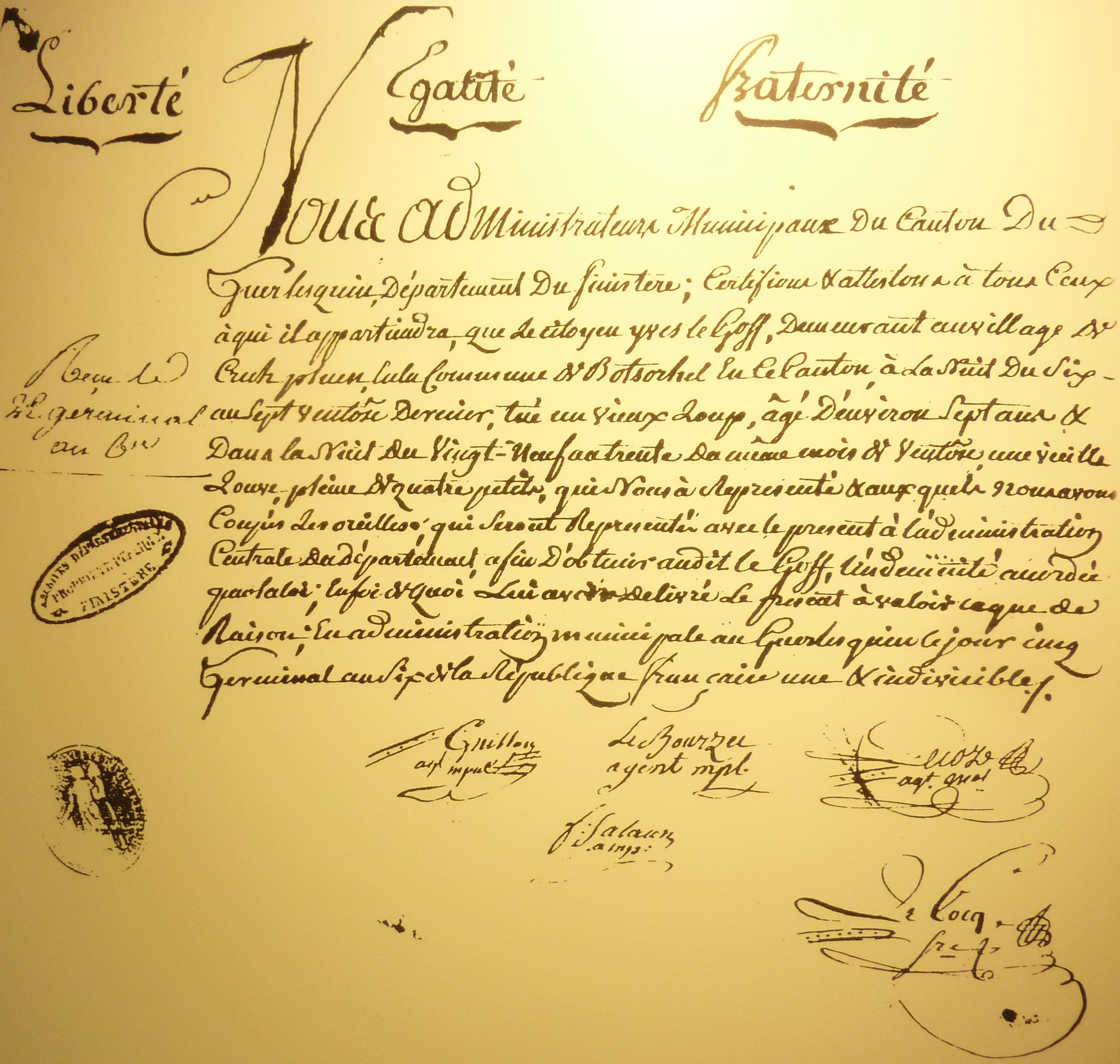
Certificat délivré à Yves Le Goff, de Botsorhel, en 1797.
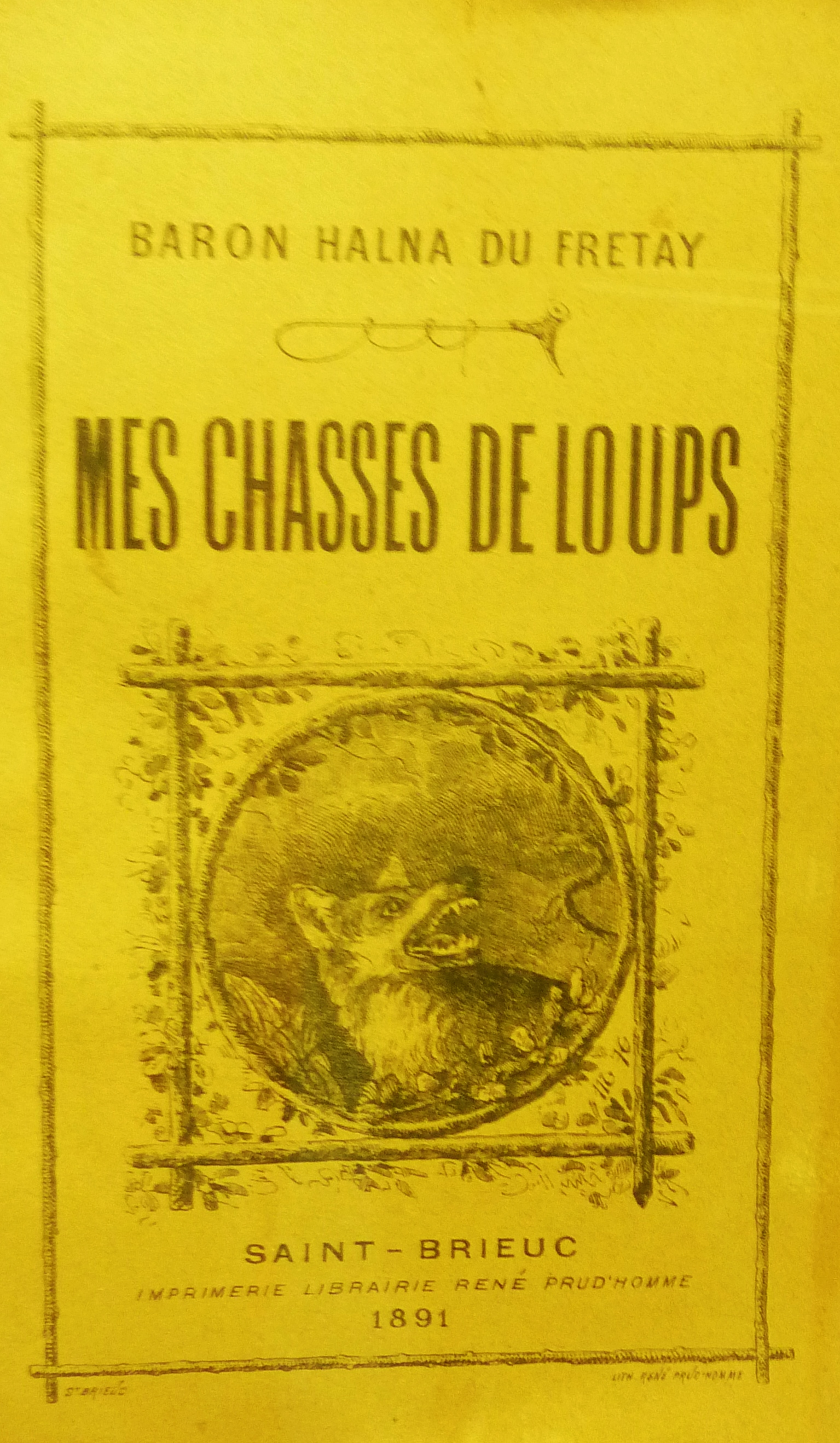
Baron Fortuné Halna du Fretay : "Mes chasses de loups" (livre publié en 1891).
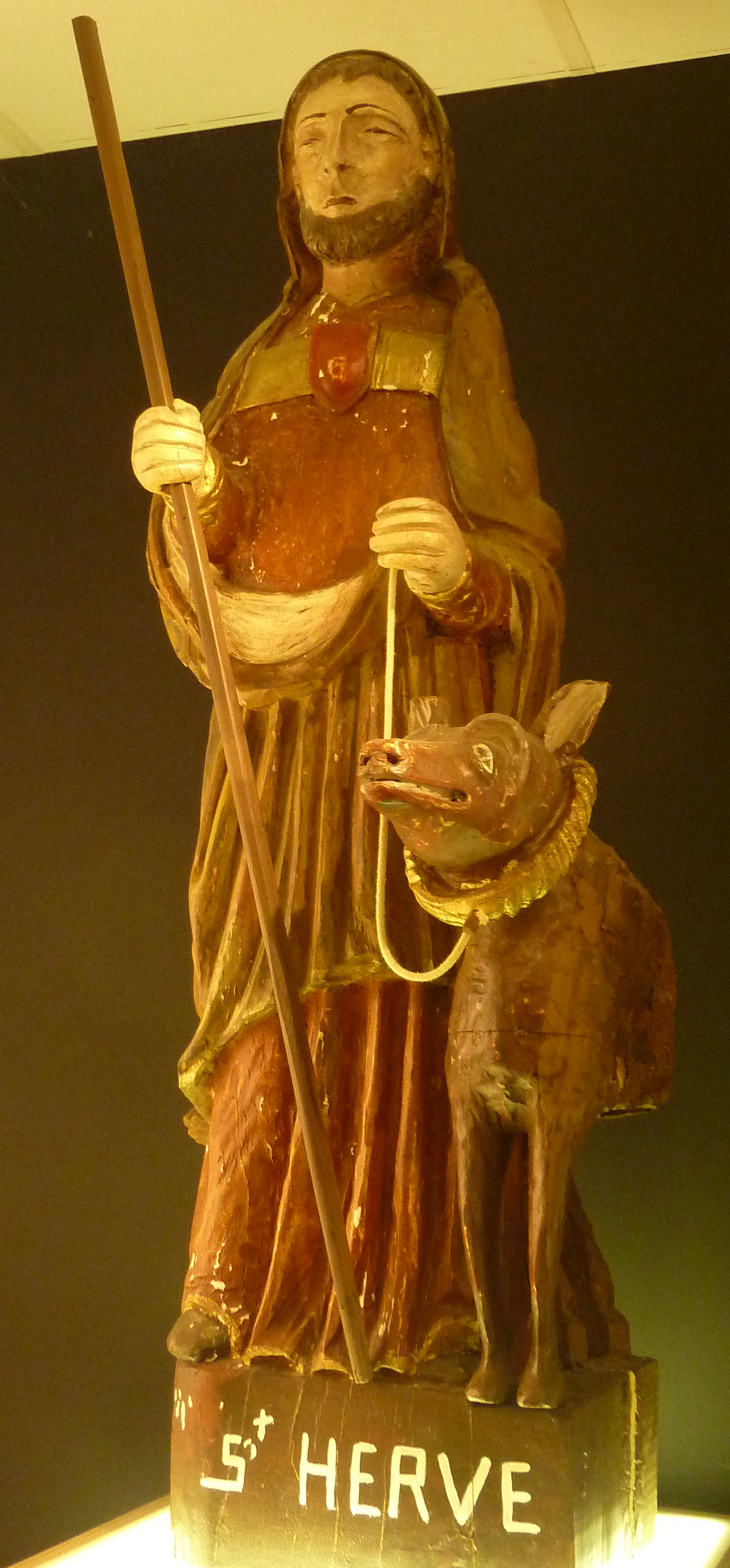
Saint Hervé et son loup (groupe statuaire).

## Histoire

### Les loups en Cornouaille pendant les Guerres de la Ligue
Pitre-Chevalier, s'inspirant des Mémoires du chanoine Moreau , décrit dans le tome 2 de son roman historique "Aliénor, prieure de Lok-Maria", en ces termes les menaces des loups et les peurs qu'ils inspiraient aux populations de Cornouaille pendant les Guerres de la Ligue :

« (...) La plupart des chaumières étaient incendiées ou désertes. (...) Les pauvres gens n'avaient pour retraite que les buissons où ils languissaient quelques jours, mangeant de la vinette et autres herbages aigrets ; (...) et ainsi mouraient dans les parcs et les fossés, dans les haies et dans les garennes, par les rues et sur les places, où les loups, les trouvant morts, s'accoutumaient à la chair humaine. 
(...) Le cri sinistre et terrible du loup retentissait sur les hauteurs (...). S'étant habitués à vivre de chair et de sang humain, par l'abondance des cadavres que leur servit d'abord la guerre, ils trouvèrent cette curée si appétissante que, dès lors, ils attaquèrent les hommes, étant même armés, et personne n'osait plus aller seul. Quant aux femmes et aux enfants, il les fallait bien enfermer dans les maisons (...). La paix faite, les portes des villes demeurant ouvertes, les loups s'y promenaient toutes les nuits jusqu'au matin. (...) Telles ruses de ce bêtes (...) mirent dans l'esprit du simple peuple une opinion que ce n'étaient pas des loups naturels, mais que c'étaient des soldats déjà trépassés qui étaient ressuscités avec la permission de Dieu, pour affligé les vivants et les morts ; et communément parmi le peuple les appelaient-ils en breton : tut-bleiz, c'est-à-dire "gens-loups". »

Même si ce récit est probablement exagéré, il témoigne de la peur fantasmatique du loup dans l'inconscient collectif.